# Perilla de Castro
Perilla de Castro település Spanyolországban,  Zamora tartományban. Perilla de Castro Moreruela de Tábara, San Cebrián de Castro, Santa Eufemia del Barco, Olmillos de Castro és Pozuelo de Tábara községekkel határos. Lakosainak száma 148 fő (2024).

## Népesség
A település népessége az utóbbi években az alábbiak szerint változott:
| Lakosok száma | 263  | 230  | 202  | 206  | 189  | 181  | 171  | 161  | 164  | 148  |
|               | 2001 | 2004 | 2007 | 2009 | 2012 | 2014 | 2017 | 2019 | 2022 | 2024 |